# Babin (województwo lubelskie)
Babin – wieś w Polsce położona w województwie lubelskim, w powiecie lubelskim, w gminie Bełżyce. Leży nad rzeką Krężniczanką.
Wieś szlachecka położona była w drugiej połowie XVI wieku w powiecie lubelskim województwa lubelskiego.
Wieś stanowi sołectwo gminy Bełżyce. Według Narodowego Spisu Powszechnego z roku 2011 wieś liczyła 882 mieszkańców.
Pod wsią miała miejsce potyczka powstania listopadowego (17 kwietnia 1831).
| SIMC    | Nazwa       | Rodzaj    |
| ------- | ----------- | --------- |
| 0378477 | Bzieniec    | część wsi |
| 0378483 | Olszówka    | część wsi |
| 1020878 | Podlepianka | część wsi |

Wieś jest siedzibą rzymskokatolickiej parafii św. Andrzeja Boboli.

## Historia
Nazywana dawniej Babino, Babyn Martyni, Babyn Petri. Po raz pierwszy wzmiankowana (jako Babino) w dokumentach księcia Władysława Łokietka z 1311 roku (najstarsza udokumentowana wieś w gminie Bełżyce), który nadał jej wówczas immunitet sądowy po to, by łatwej było ją przenieść na prawo niemieckie. Właścicielem tej szlacheckiej wsi był Zdzisław, syn komesa Zęborza. Wieś należała do parafii Krężnica Jaroska (ob. Krężnica Jara).
W 1352 r. Babino było już własnością Piotra Pszonki, herbu Janina – pierwszego przedstawiciela rodu tak bardzo zasłużonego dla tej miejscowości. W latach 1409–1431 właścicielem wsi był Mikołaj zwany Rawsza (Rawsa), mąż Stachury – córki Pełki z Tudorowa w pow. sandomierskim. Tenże Mikołaj odstąpił w 1431 roku Babin Piotrowi Pszonce z Radawca w zamian za Bzieniec i Kurów. W latach 1445–1460 dziedzicami dóbr babińskich byli: Mikołaj z żoną Świętochną (otrzymali Strzeszkowice), Jan, Piotr i jego żona Barbara oraz Marcin bracia Pszonkowie (otrzymali Babin i Radawiec). Od 1480 r. wsią władał Piotr Pszonka, w 1490 r. podsędek Ziemi Lubelskiej, a w 1501 r. sędzia ziemski lubelski. Piotr zmarł w 1525 roku.
Znani są także kmiecie mieszkający w XV wieku w Babinie – Mirosław (1419), Piotr młynarz (1420), Andrzej karczmarz (1469). W 1452 r. we wsi był już dwór Pszonków z fosami i wałami obronnymi oraz karczma.
Babin wymieniony został przez Jana Długosza w Liber beneficiorum jako bardzo ważna wieś, leżąca na szlaku królewskim Kraków – Wilno. Droga z Bełżyc do Lublina wiodła wówczas przez Babin (dziś jest to polna droga o długości 17 km między Lublinem a Babinem). Babin był też połączony drogami z Matczynem, Skrzyńcem i Strzeszkowicami.
Babin w średniowieczu graniczył ze wsiami: Skrzyniec, Niedrzwica, Strzeszkowice, Jaroszewice, Matczyn, Czółna, Wierzchowiska i Bzieniec. Ta ostatnia wieś już nie istnieje, stała się częścią Babina. Nie ma już też rzeki Bzanki zwanej też Bzieniec (w XV w.). Dziś jest to rzeka Krężniczanka, lewobrzeżny dopływ Bystrzycy. Nazwa Bzieniec dotyczy tylko lasu.
W XVI w. dziedzicem Babina był Stanisław Pszonka – sędzia lubelski, założyciel razem z Piotrem Kaszowskim Rzeczypospolitej Babińskiej, będący zarazem jej burgrabią. Stanisław Pszonka zmarł w 1580 r. Po nim właścicielem Babina i burgrabią Rzeczypospolitej został jego syn Jakub Pszonka, jeden z przywódców rokoszu Zebrzydowskiego (w 1617 r. powiększył dobra Babin o część Matczyna i pobliskie Czółna), a po nim jego syn Adam, z którego śmiercią w 1677 r. upadła Rzeczpospolita Babińska. Pszonkowie byli kalwinami. Babin odziedziczyła jego córka Zofia i wniosła wieś w posagu mężowi Karolowi Tarło – wojewodzie lubelskiemu, katolikowi. Babin należał wówczas już do nowoerygowanej (1679 r.) parafii w Matczynie.
W rękach Tarłów Babin pozostawał do 1787 r., po czym majątek przeszedł w ręce wierzycieli. W końcu XVIII w. utworzyły się w Babinie trzy niezależne dwory. Główna część wsi przeszła z rąk Tarłów do Mizgierów i Kordzikowskich. W 1827 r. Babin miał 64 domy i 485 mieszkańców. W 1831 r. wieś stała się miejscem bitwy pomiędzy strażami przednimi wojsk polskich gen. Sierawskiego i wojskami rosyjskich gen. Kreutza. Zadłużone dobra babińskie przejął w 1833 r. Karol Zarański, a potem jego syn Józef (1864 r.) – właściciel folwarku na Ziółkowszczyźnie z dworem, domem dla czeladzi zwanym browarem i drugim domem przy moście, karczmą, lepianką i młynem. Częścią Babina władał w 1864 r. K. Wojciechowski. Rozległe dobra babińskie miały wówczas rozbudowany ośrodek dworski i ogród użytkowo-spacerowy.
Po 1892 r. dziedzicem Babina był Wacław Zarański, syn Józefa. Po nim majątek przejęła Zofia z Zarańskich Bielińska. Część dóbr odkupił od niej Klemens Osiecki (właściciel Dorohuska k. Chełma – jego grób znajduje się na cmentarzu w Matczynie), który wzniósł w 1907. r. w Babinie nowy dwór murowany (w pobliżu starego drewnianego).
Na przełomie XIX i XX wieku Babin był sporym ośrodkiem tkackim w pow. lubelskim – pracowało tu kilkunastu tkaczy, z których najbardziej znanym był Jakub Maj. Mieszkańcy wsi chodzili aż do II wojny światowej ubrani w sukmany koloru brązowego z obszyciem czerwonym. W 1912 r. dobra babińskie nabył Henryk Nowakowski i znacznie rozbudował majątek. W 1923 r. przejął je jego syn Jan Nowakowski (w 1926 r. majątek liczył 251 ha). Po II wojnie światowej dobra babińskie rozparcelowano. W dworze mieściła się początkowo szkoła i poczta, potem przejęły go (w 1946 r.) Państwowe Zakłady Hodowli Roślin – Majątek Babin.
Wieś liczyła przed II wojną 603 mieszkańców. Miała opinię najbardziej zamożnej w gminie Bełżyce, o najwyższej produkcji rolniczej. Już w 1920 r. wielu gospodarzy w Babinie miało nawet po 12 krów mlecznych. Tradycje produkcji mleka we wsi sięgają 1910 roku, kiedy to w Babinie powstała pierwsza w gminie spółdzielnia mleczarska. Istniała ona do 1943 r. (z przerwą od I wojny światowej do 1927 roku), kiedy to na mocy władz hitlerowskich połączyła się z Okręgową Spółdzielnią Mleczarską w Bełżycach. W 1931 r. spółdzielnia w Babinie skupiła 352 tys. litrów mleka. Przed II wojną w Babinie funkcjonowały też: Spółdzielnia „Jutrzenka”, młyn wodny F. Kamińskiej oraz rzemieślnicy F. Borkowski i P. Bolesta.
Bardzo aktywną grupą mieszkańców wsi stanowili strażacy. OSP w Babinie założyli w 1928 roku Józef Wojtaszko i Jan Iwaniak. Pierwszym naczelnikiem straży został Józef Wojtaszko. W 1930 r. strażacy zbudowali remizę z drewnianą sceną, w której urządzano przedstawienia teatralne i zabawy, zbierając pieniądze na utrzymanie straży.

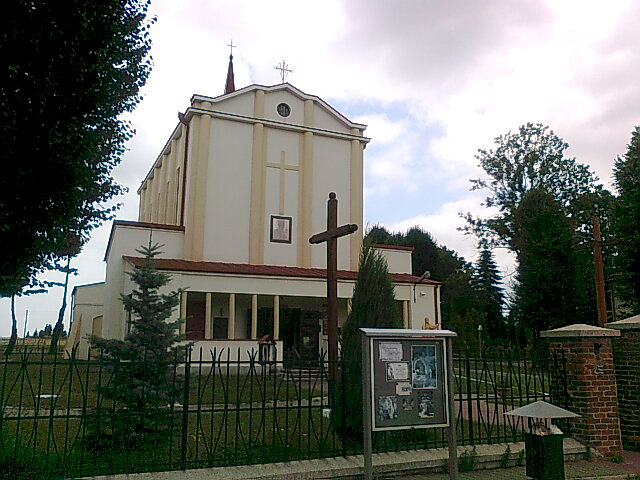
Kościół w Babinie (lipiec 2013)

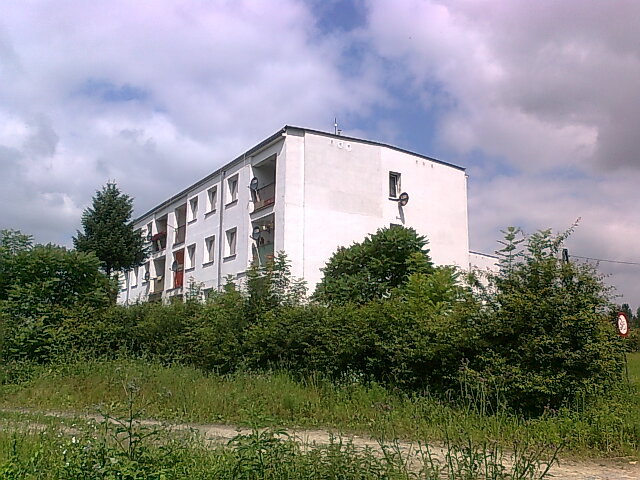
Bloki po dawnym PGR

Babin przed II wojną był wsią dobrze zorganizowaną, solidarną, co zaowocowało wielce patriotyczną postawą mieszkańców, w czasie II wojny światowej. W 1940 r. powstała w Babinie Spółdzielnia Spożywców „Jedność”, będąca w istocie przykrywką dla działalności ruchu oporu. M.in. członkiem zarządu spółdzielców był Paweł Bartoszcze ps. Rola – komendant placówki BCh w Babinie. Duży wpływ na nastroje mieszkańców miało też utworzenie w 1939 r. we wsi parafii rzymskokatolickiej.
Dzięki pracy pierwszego proboszcza babińskiego ks. Franciszka Dziurzyńskiego – (dawnego oficera carskiej armii, potem kapelana 24 pułku ułanów) ukończono w czasie okupacji urządzanie kościoła św. Andrzeja Boboli, wybudowano plebanię, zorganizowano też doskonale opiekę nad Polakami wysiedlonymi z Poznańskiego. I przede wszystkim nie było tu przypadku zdrady czy też kolaboracji z hitlerowcami. Do utworzonego w 1944 r. 8 pp AK placówka Babin wystawiła pluton dowodzony przez Henryka Jaroszyńskiego ps. Heliodor.
W 1947 r. gromada Babin liczyła 642 mieszkańców. Wielu z nich znalazło pracę w PGR. W 1948 r. w Babinie utworzono sklep Gminnej Spółdzielni w Bełżycach. Dwukrotnie w 1951 r. i w latach 60. budowano nowe remizy strażackie.
W latach 70. XX wieku rozbudowano PGR. Dla potrzeb tej firmy utworzono Zasadniczą Szkołę Rolniczą i Technikum Rolnicze (wieczorowe). Wybudowano też bloki mieszkalne dla pracowników PGR z 60 mieszkaniami. Dziś 41 z nich tworzy wspólnoty mieszkaniowe, a 19 mieszkań jest własnością gminy. W latach 80. XX w. właścicielem gospodarstwa w Babinie stał się Kombinat Ogrodniczy w Leonowie. Po 1990 r. gospodarstwo przejęła AWRSP. Opuszczony i zrujnowany obiekt odkupił w końcu lat 90. Antoni Plewik, znany właściciel gospodarstwa rolno-szkółkarskiego w Stasinie. Po zakończeniu remontu dworu nowy właściciel zamierza w części jego pomieszczeń zaaranżować dawne wnętrza dworskie i udostępnić je zwiedzającym. Jednocześnie prowadzi prace pielęgnacyjne w parku dworskim.
W 1984 r. Babin został odznaczony Krzyżem Komandorskim Orderem Odrodzenia Polski w uznaniu szczególnych zasług mieszkańców w rozwoju gospodarczym i kulturalnym rejonu i kraju.
W latach 1954–1972 wieś należała i była siedzibą władz gromady Babin. W latach 1975–1998 miejscowość administracyjnie należała do ówczesnego województwa lubelskiego.

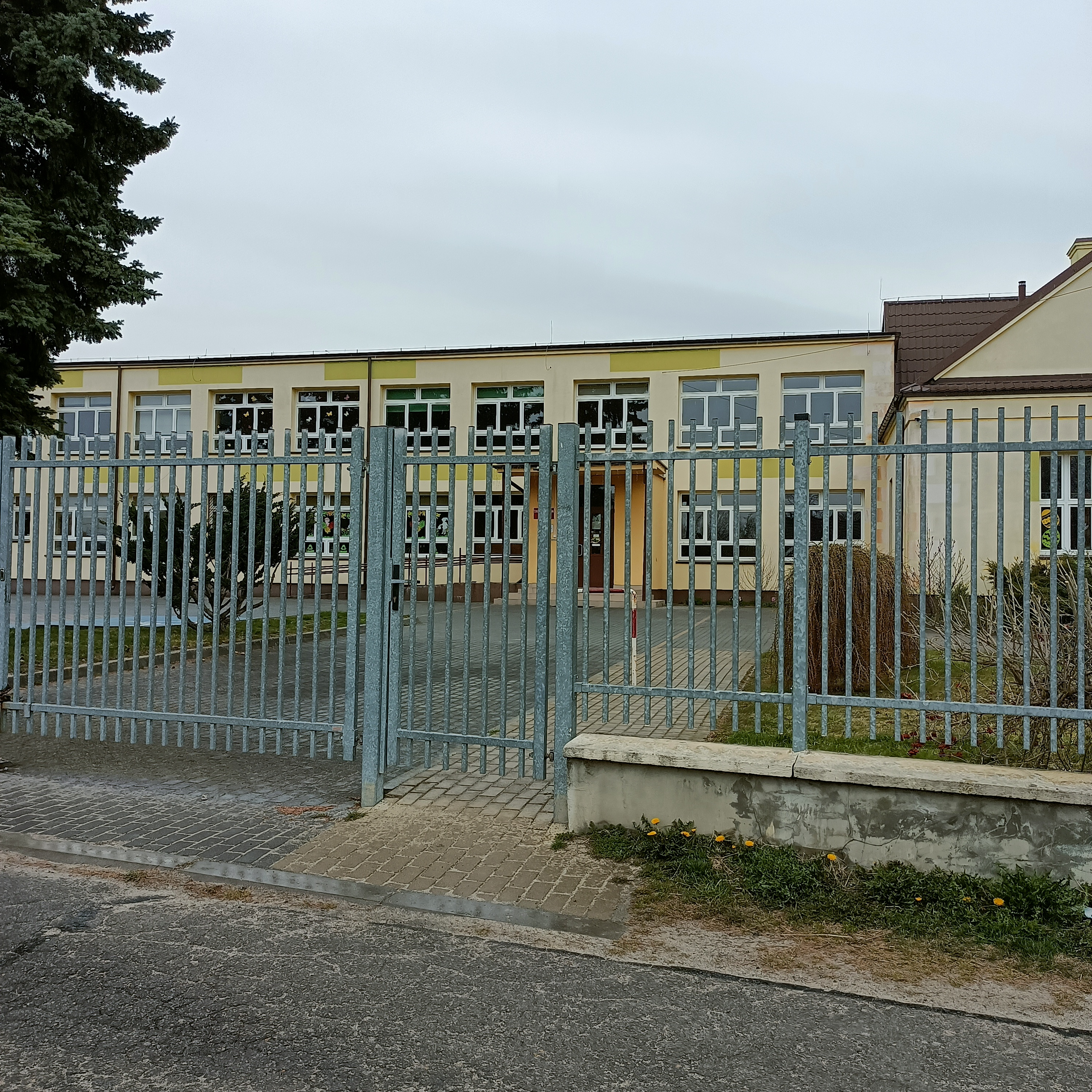
Szkoła Podstawowa
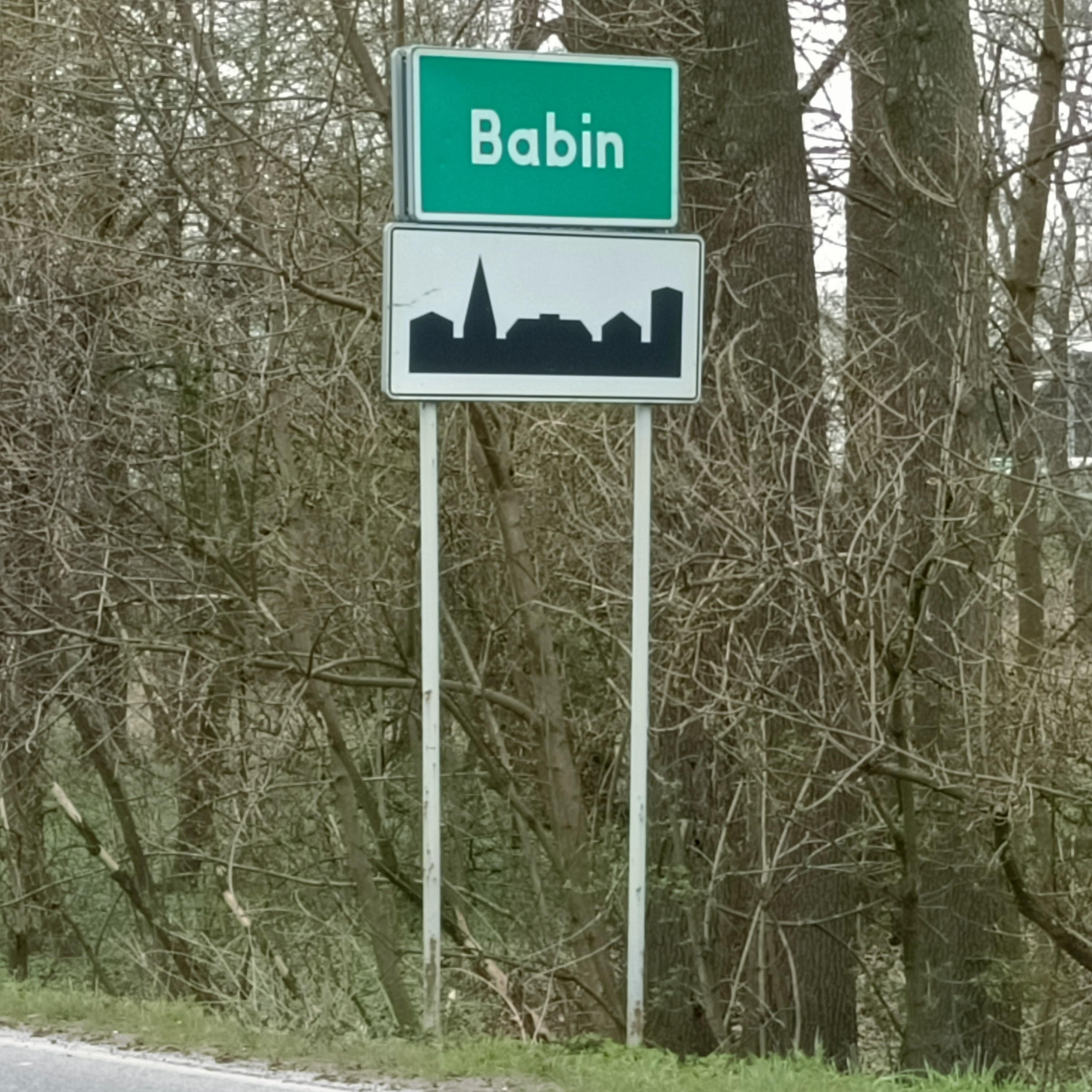
Wjazd do wsi
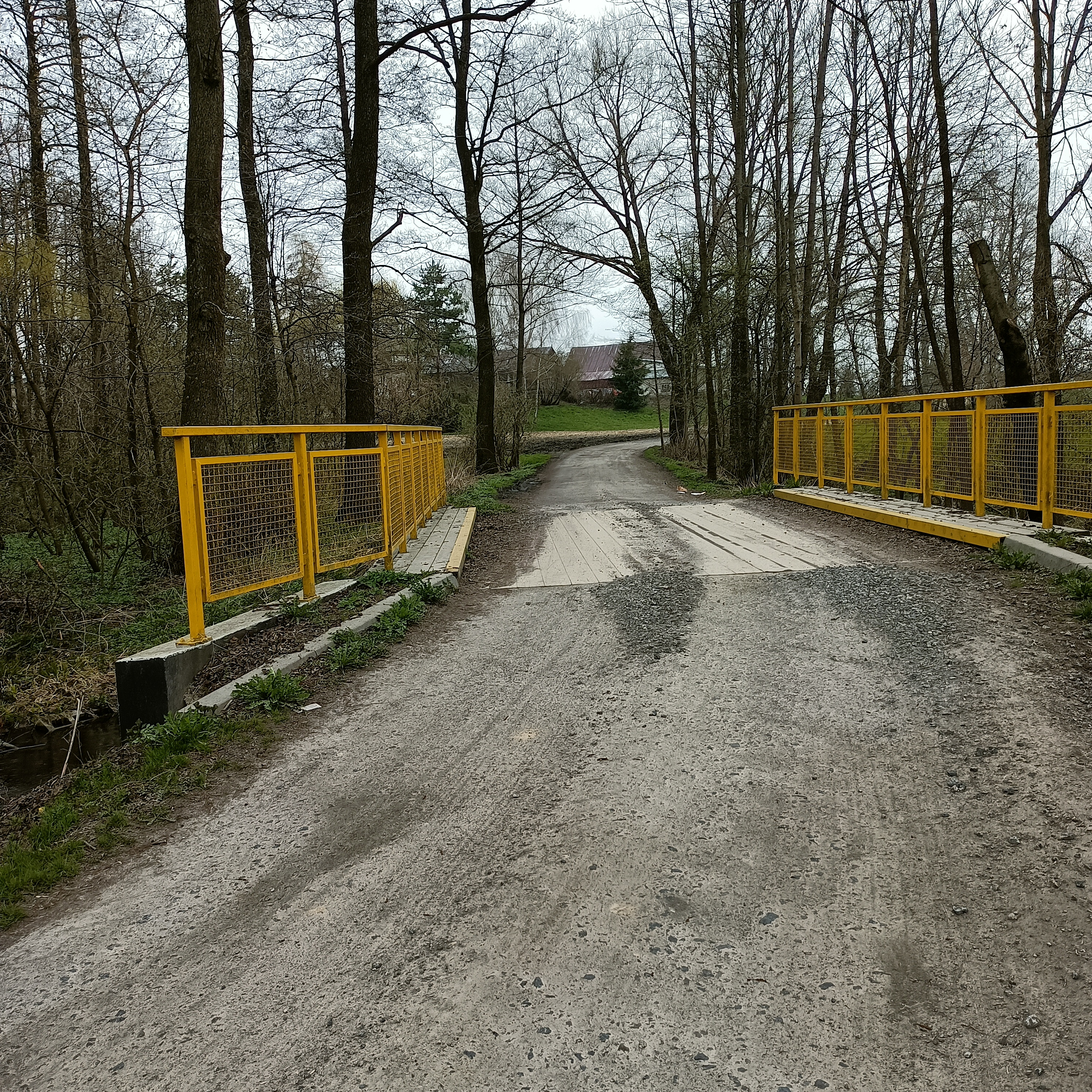
Most na Krężniczance
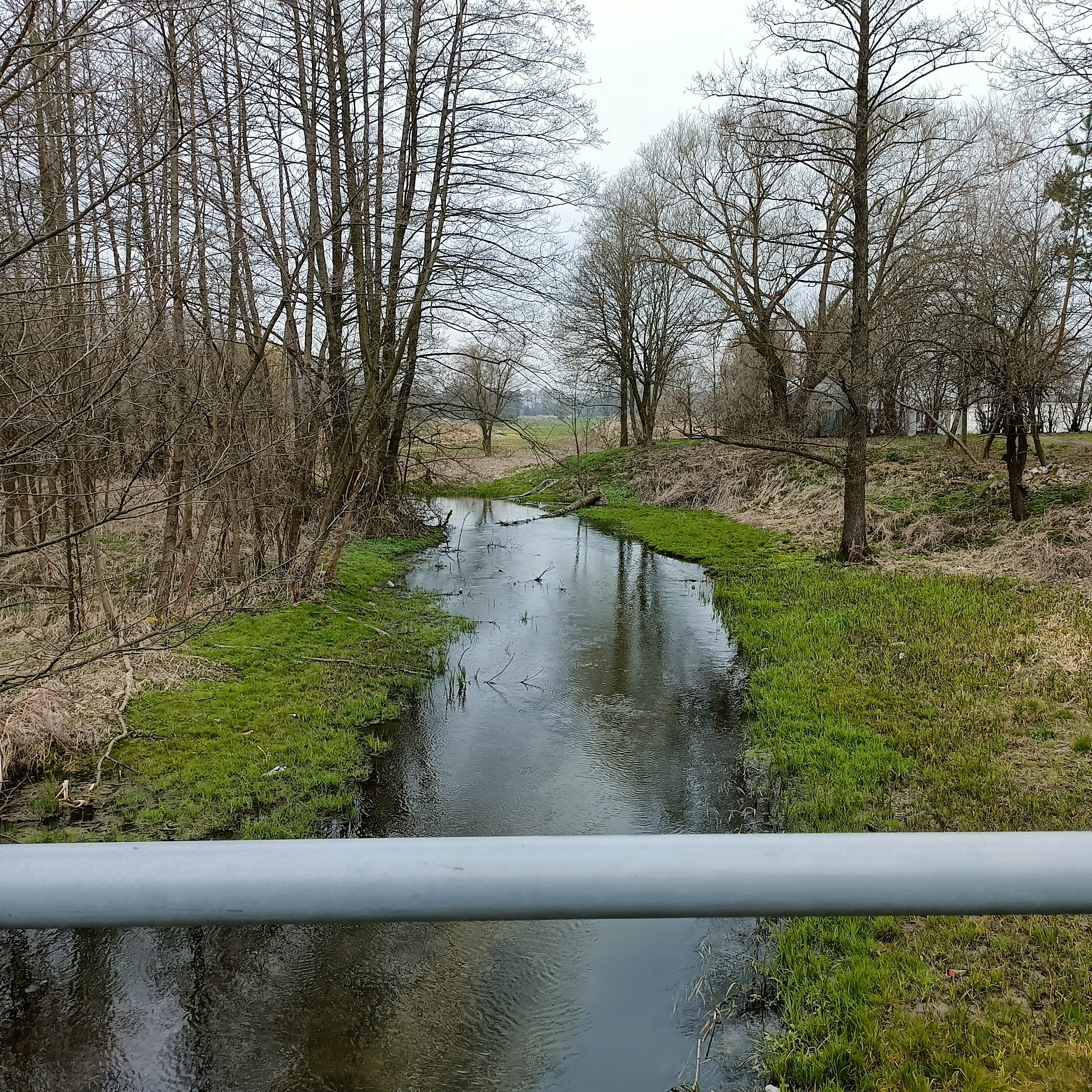
Krężniczanka
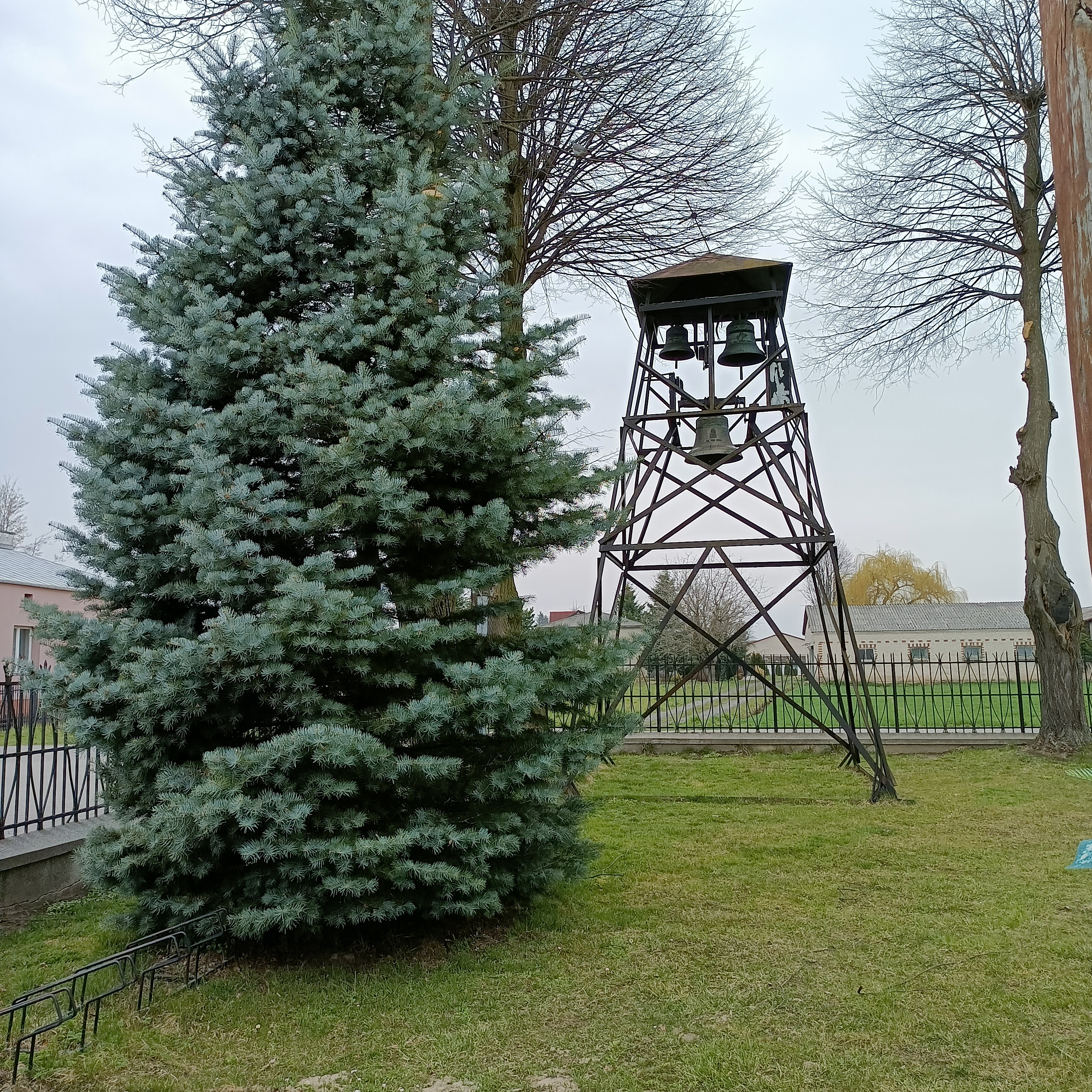
Dzwonnica
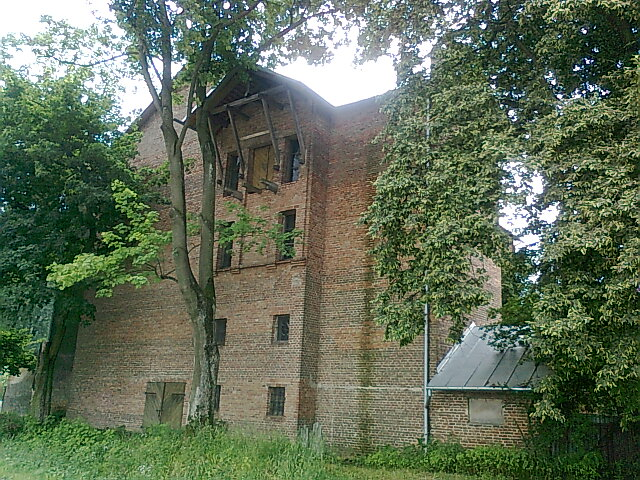
Suszarnia chmielu